# 赤井丸乃進
赤井 丸乃進（あかい まるのしん、6月30日 - ）は、日本の漫画家。東京都出身。血液型はO型。

## 来歴
『漫画ばんがいち』（コアマガジン）でデビュー。その後、『COMICポプリクラブ』（マックス）に作品を発表する。男女とも点描で描かれた大きな目の、特徴のある可愛らしいキャラクターを描く。前回の主役が脇役で登場することが多く。とりわけ保健医の本田先生がレギュラー脇役で登場する回数が多い。
家族からアイデアをもらうことが多いという。ツンデレの概念がよく分からないようである。人形が好きである。

## 作品リスト

### 単行本
1. 『誘惑♥チェリー』 2010年2月25日発売[5]、マックス〈ポプリコミックス〉、ISBN 978-4-86379-017-9
  - 「Baby,after you」 （漫画ばんがいち 2009年6月号）
  - 「Bloomin!」 （COMICポプリクラブ 2010年2月号）
  - 「おぼっちゃまと私」 （COMICポプリクラブ 2009年12月号）
  - 「メイド彼女」 （COMICポプリクラブ 2010年1月号）
  - 「放課後ラプソディ」 （漫画ばんがいち 2009年2月号）
  - 「すてきなキッカケ」 （漫画ばんがいち 2008年12月号）
  - 「君の秘密」 （漫画ばんがいち 2008年10月号）
  - 「お嬢様と俺」 （漫画ばんがいち 2008年4月号）
  - 「彼女が×××に着替えたら」 （漫画ばんがいち 2008年5月号）
  - 「かわいいひと」 （漫画ばんがいち 2007年12月号）
  - 「かわいいふたり」 （漫画ばんがいち 2008年1月号）
  - 「YES-NO」 （漫画ばんがいち 2008年2月号）
  - 「Laid Back」（描き下ろし）
2. 『天然♥純情ピーチ』 2011年2月10日発売、久保書店〈ワールドコミックススペシャル〉、ISBN 978-4-76593-473-2
  - 「クリスマススクランブル」 （漫画ばんがいち 2007年2月号）
  - 「彼女と俺の優先順位」 （漫画ばんがいち 2007年3月号）
  - 「花屋の恋」 （漫画ばんがいち 2007年4月号）
  - 「花屋が恋」 （漫画ばんがいち 2007年5月号）
  - 「花屋と恋」 （漫画ばんがいち 2007年7月号）
  - 「青い春の悩みごと」 （漫画ばんがいち 2007年9月号）
  - 「彼女の理由」 （漫画ばんがいち 2008年7月号）
  - 「彼氏の理由」 （漫画ばんがいち 2008年8月号）
  - 「恋の落とし穴」 （漫画ばんがいち 2008年9月号）
  - 「carrot」（描き下ろし）
3. 『ハチミツハニー』 2011年2月24日発売[6]、マックス〈ポプリコミックス〉、ISBN 978-4-86379-039-1
  - 「OH! MY HONEY」 （COMICポプリクラブ 2010年9月号）
  - 「OH! MY DARLIN'」 （COMICポプリクラブ 2010年10月号）
  - 「幼妻Lv.1」 （COMICポプリクラブ 2011年1月号）
  - 「M彼調教法」 （COMICポプリクラブ 2010年11月号）
  - 「その一歩」 （COMICポプリクラブ 2010年12月号）
  - 「桃色Holiday」 （COMICポプリクラブ 2010年7月号）
  - 「似た者同士の放課後♥」 （COMICポプリクラブ 2010年6月号）
  - 「ねこのきもち」 （COMICポプリクラブ 2010年4月号）
  - 「狸の恩返し?」 （COMICポプリクラブ 2009年11月号）
  - 「青い春と悩みごと」 （漫画ばんがいち 2007年11月号）
  - 「お嬢さまには敵うまい」 （漫画ばんがいち 2007年1月号）
  - 「その後の狸の恩返し」（描き下ろし）
4. 『TEMPTATION GIRL!』 2013年11月19日発売[7]、久保書店〈ワールドコミックススペシャル〉、ISBN 978-4-76593-551-7
  - 「彼フェチ。」 （COMICポプリクラブ 2013年8月号）
  - 「甘くて、苦い」 （COMICポプリクラブ 2013年2月号）
  - 「Teach Me!」 （COMICポプリクラブ 2012年12月号）
  - 「Diamond Girl!」 （COMICポプリクラブ 2012年9月号）
  - 「たとえば、きみが。」 （COMICポプリクラブ 2012年7月号）
  - 「天然小悪魔」 （COMICポプリクラブ 2012年1月号）
  - 「乙女逆襲」 （COMICポプリクラブ 2011年11月号）
  - 「こえをきかせて」 （COMICポプリクラブ 2011年5月号）
  - 「ハートの磁石」
  - 「どうにもならないこと2つ」

### 未収録作品
漫画ばんがいち
- キレイなお姉さんは好きですか? 2006年9月号[注 1]
- ヤマトナデシコのススメ 2006年11月号
- 彼女の場合。 2006年12月号
- ダブルバースデー 2007年8月号
- 彼女が着物に着替えたら 2009年1月号
- Chocolate Panic 2009年4月号

COMICポプリクラブ
- エンジェルソング 2011年2月号
- 彼女がメイド服に着替えたら 2011年9月号
- Heartful Voice 2012年3月号